# Nuccio Rinaldis
Nuccio Rinaldis (Milano, 1943 – Milano, 2015) è stato un tecnico del suono italiano.

## Biografia
Nuccio Rinaldis è conosciuto nell’ambiente della musica leggera italiana soprattutto per essere stato per diversi anni il tecnico di riferimento della cantante  Mina.
Il lavoro di Rinaldis è rintracciabile in pressoché tutta la discografia completa della cantante, sia per quanto riguarda gli album che i singoli a partire dal 1967, con i numerosi successi che lo hanno visto partecipe, dapprima allo Studio Fonorama di Carlo Alberto Rossi e in seguito, per più di 10 anni dalla fondazione della PDU, allo Studio La Basilica di Milano, di proprietà della stessa Mina.
Va ricordato che fu grazie alla registrazione di prova proposta da Rinaldis, che il disco Mina Live '78 venne realizzato e pubblicato in un doppio album. Costituisce l'unica testimonianza audio dell'ultimo concerto pubblico di Mina.

## Discografia con Mina (parziale)
Album in studio
- Dedicato a mio padre (1967)
- I discorsi (1969)
- Mina for You (1969)

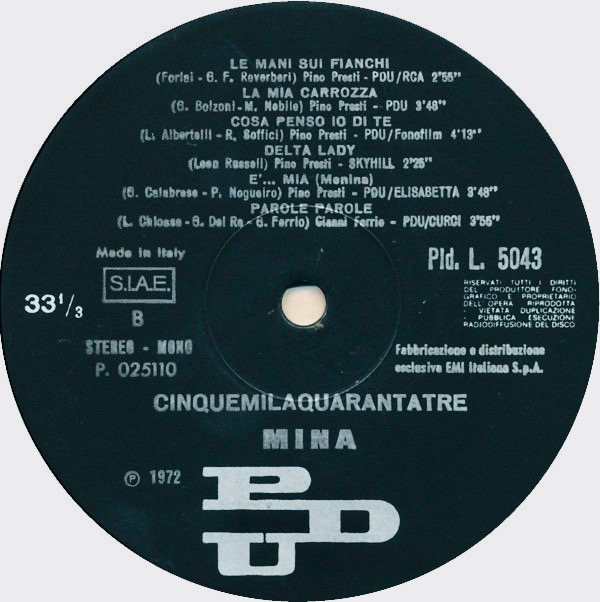
Cinquemilaquarantatre (1972)

- ...quando tu mi spiavi in cima a un batticuore... (1970)
- Mina (1971) (1971)
- Altro (1972)
- Cinquemilaquarantatre (1972)
- Frutta e verdura (1973)
- Amanti di valore (1973)
- Del mio meglio n. 2 (1973)
- Mina® (1974)
- Del mio meglio n. 3 (1974)
- Minacantalucio (1975)

- La Mina (1975)
- Singolare (1976)
- Plurale (1976)
- Del mio meglio n. 4 (1977)
- Mina con bignè (1977)
- Mina quasi Jannacci (1977)
- Di tanto in tanto (1978)
- Del mio meglio n. 5 (1979)
- Del mio meglio n. 6 - Live (1981)
- Oggi ti amo di più (1988)
- Mazzini canta Battisti (1994)

Live
- Mina alla Bussola dal vivo (1968)
- Mina Live '78 (1978)

Singoli

Mina durante l'ultimo concerto pubblico registrato da Nuccio Rinaldis a Bussoladomani

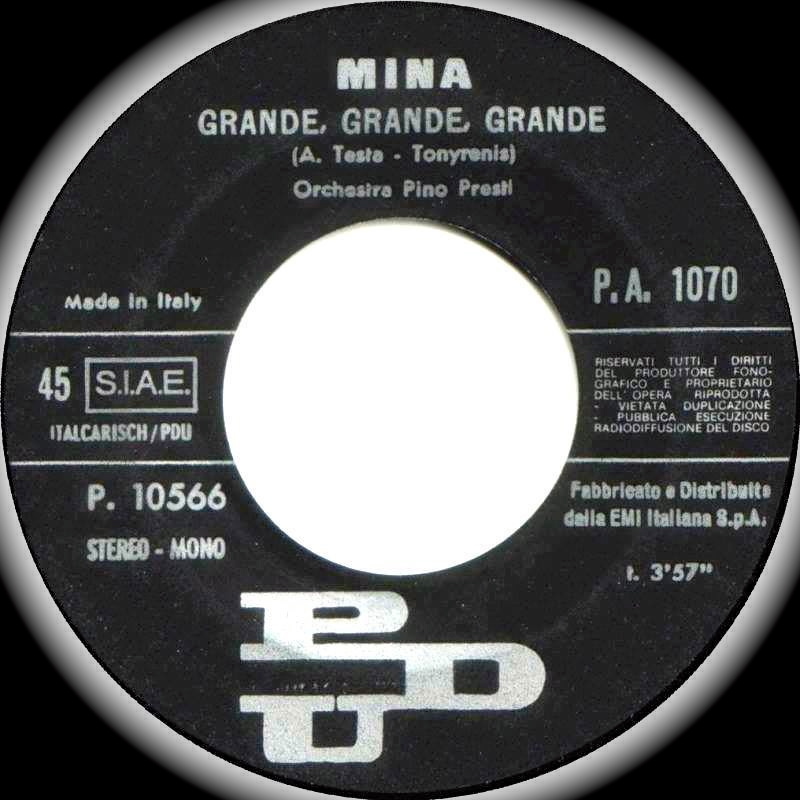
Grande, grande, grande, uno dei maggiori successi della discografia di Mina che ha visto la collaborazione di Nuccio Rinaldis

- La canzone di Marinella/I discorsi (1969)
- Il cielo in una stanza/Ma se ghe penso (1969)
- Un'ombra/I problemi del cuore (1969)
- Acqua azzurra, acqua chiara/Dieci ragazze (1969)
- Bugiardo e incosciente/Una mezza dozzina di rose (1970)
- Io e te da soli/Credi (1970)
- Amor mio/Capirò (I'll Be Home) (1971)
- Uomo/La mente torna (1971)
- Grande, grande, grande/Non ho parlato mai (1972)
- Eccomi/Domenica sera (1972)
- Lamento d'amore/Rudy (1973)
- E poi.../Non tornare più (1973)
- Runaway/I Still Love You (1974)
- Und dann.../Liebe am Sonntag (1974)
- L'importante è finire/Quando mi svegliai (1975)
- Nuda/Colpa mia (1976)
- Amante amore (1977)
- Città vuota (It's a Lonely Town)/Ancora ancora ancora (1978)
- Una canzone/Quando l'amore ti tocca (1981)